# 11月

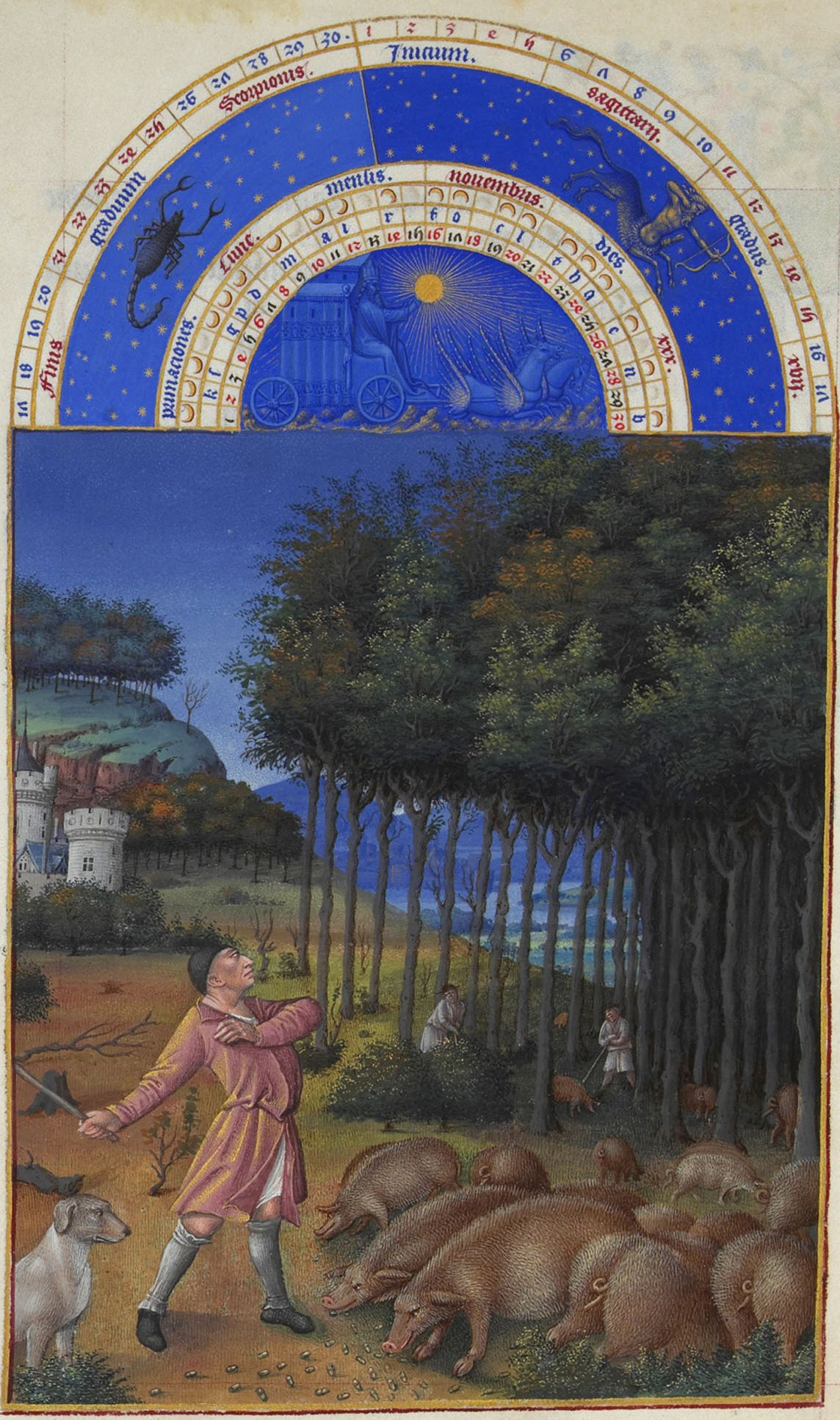
『ベリー公のいとも豪華なる時祷書』より11月

11月（じゅういちがつ）は、グレゴリオ暦で年の第11の月に当たり、30日間ある。秋と冬の境目とした季節であることもある。
日本では、旧暦11月を霜月（しもつき）と呼び、現在では新暦11月の別名としても用いる。「霜月」は文字通り霜が降る月の意味である。他に、「食物月（おしものづき）」の略であるとする説や、「凋む月（しぼむつき）」「末つ月（すえつつき）」が訛ったものとする説もある。また、「神楽月（かぐらづき）」、「子月（ねづき）」の別名もある。
北海道アイヌ語旭川方言では、11月を「木の枝を落とす月」を意味するニテㇰランケチュㇷ゚（アイヌ語: nitek ranke cup）と呼ぶ。
英語での月名 November は、「9番目の月」の意味で、ラテン語で「第9の」という意味の novem の語に由来している。実際の月の番号とずれているのは、紀元前46年まで使われていたローマ暦が3月起算で、3月から数えて9番目という意味である。
11月はその年の3月と同じ曜日で始まる。また、平年は2月とも同じ曜日で始まる。

## 異名
- かぐらづき（神楽月）
- かみきづき（神帰月）
- けんしげつ（建子月）
- こげつ（辜月）
- しもつき（霜月）
- しもふりづき（霜降月）
- しもみづき（霜見月）
- てんしょうげつ（天正月）
- ゆきまちづき（雪待月）
- ようふく（陽復）
- りゅうせんげつ（竜潜月）
- こうしょう（黄鐘）

## 11月の年中行事
- 11月1日 - 自衛隊記念日
- 11月1日 - 教会暦で万聖祭にあたる。スウェーデンではこれに合わせて第1土曜日を祝日としている。
- 11月3日 - 文化の日（日本）
- 11月11日 - 聖マルティヌスの日（ヨーロッパ各国）
- 11月15日 - 七五三（日本）
- 11月23日 - 勤労感謝の日（日本）
- 11月第3木曜日 - ボジョレー・ヌーヴォー解禁
- 11月第3木曜日 - 大学修学能力試験（スヌン）（大韓民国）
- 11月第4木曜日 - 感謝祭（アメリカ合衆国）
- グレゴリオ暦が4で割り切れる年の11月第1月曜日の翌日の火曜日（つまり2日から8日） - アメリカ合衆国大統領選挙
- 酉の日 - 酉の市（日本）
- 紅葉狩り - その年の気温と地域により異なるが、11月は紅葉狩りシーズン（北海道・東北、及び北陸の一部は概ね9月中旬 - 10月下旬）（日本）

## 11月に行われるスポーツ
- 第1日曜 - 全日本大学駅伝（愛知県、三重県）
- 3日 - 全日本剣道選手権大会（日本武道館）
- 上旬 - ATPファイナルズ（テニス）
- 上旬 - Jリーグカップ決勝（サッカー）
- 上旬から下旬 - 大相撲九州場所（福岡国際センター）
- 第2日曜 - 福岡マラソン（福岡市・糸島市）
- 中旬 - 明治神宮野球大会（明治神宮球場）
- 下旬の日曜 - 全日本実業団対抗女子駅伝競走大会（宮城県）
- 最終週もしくは12月1日 - JLPGAツアーチャンピオンシップ（女子ゴルフ）

## 11月をテーマにした作品
- 武満徹『ノヴェンバー・ステップス』
- 松任谷由実「11月のエイプリル・フール」（アルバム『U-miz』収録）
- T-SQUARE「11月の雨」（アルバム『IMPRESSIVE』収録）
  - 作曲した和泉宏隆のアルバム『22to26midnight』には、ピアノバージョンが「November Rain」のタイトルで収録されている。
- SING LIKE TALKING「11月の記憶〜RAINING BLUES〜」（アルバム『TRY AND TRY AGAIN』収録）
- モリッシー「モンスターが生まれる11月」（原題『November Spawned A Monster』　アルバム『ボナ・ドラッグ』収録）
- ワイクリフ・ジョン「Gone Till November」 （アルバム『the Carnival』収録）
- ガンズ・アンド・ローゼズ「November Rain」 （アルバム『Use Your Illusion I』収録）
- 『スウィート・ノベンバー』（ワーナー・ブラザース 2001年）
- 周杰倫（ジェイ・チョウ）「11月的蕭邦」（アルバム名）
- T/ssue「November」
- AKB48『11月のアンクレット』
- CHiCO with HoneyWorks『11月の雨』（アルバム『世界はiに満ちている』収録）
- ノーナ・リーヴス「NOVEMBER」（アルバム『MISSION』収録）

## その他

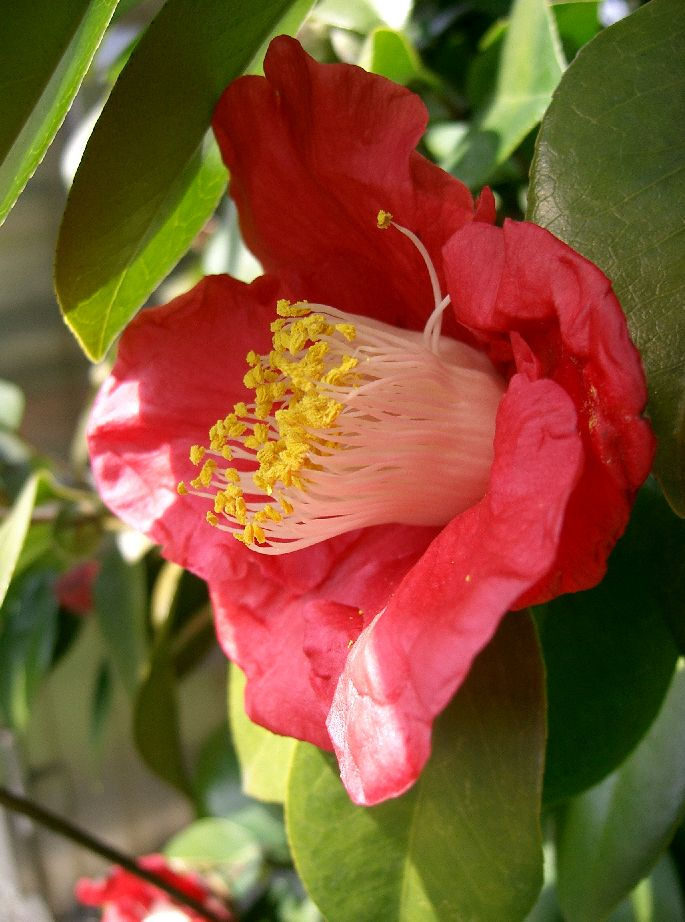
椿

- 星座 - 蠍座（11月22日頃まで）、射手座（11月23日頃から）
- 「N」を正確に伝達するための、国際的な頭文字の規則の通称（November：フォネティックコード）